# Cochuah

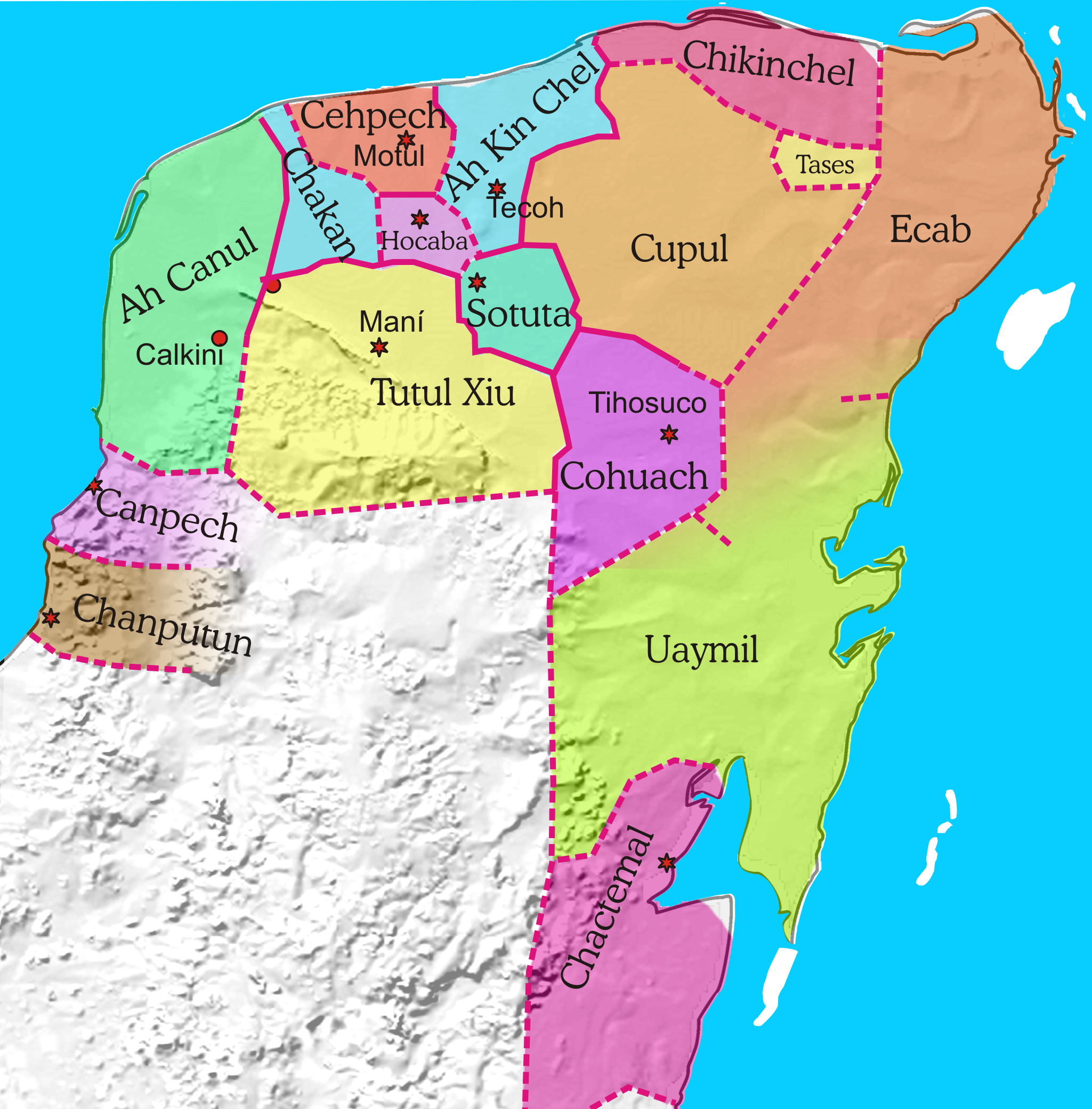
Politische Gliederung Yucatáns um 1500

Cochuah war ein Fürstentum (Mayathan: cuchcabal) der Maya auf Yucatán während der Postklassik, das bis in die Zeit der Konquista Bestand hatte. 

## Beschreibung
Die Jurisdiktion Cochuah entlehnte ihre Bezeichnung nach der gleichnamigen Herrscherfamilie, über deren Geschichte sehr wenig bekannt ist. 
Cochuah grenzte im Westen an Tutul Xiu und Sotuta, im Norden an Cupul und im Süden an Uaymil. Die territoriale Ausdehnung nach Osten ist nicht zweifelsfrei bekannt, vielleicht erreichte sie die Küste bei der Bucht der Himmelfahrt. Auch der Hauptort Cochuahs lässt sich nicht zweifelsfrei feststellen. Zur Zeit der spanischen Eroberung war Tihosuco die Residenz des Halach Huinik Nacahum Cochuah. Einiges deutet jedoch auch auf eine Verlegung des Regierungssitzes nach Ichmul, während auch Chunhuhub, obwohl wesentlich kleiner, als Hauptort genannt wurde. Weitere bedeutende Orte waren Chikindzonot, Ekpedz, Saban, Sacalaca, Tepich, Tiholop und Uaynax. 
Während der Aufstände gegen die Kolonialisierung und Christianisierung koalierte Cochuah mit Souta und Chupul und war ein wichtiger Verbündeter Nachi Cocoms. Im gesamten 16. Jahrhundert hatten die Spanier Schwierigkeiten, ihre Herrschaft zu etablieren, durchzusetzen und aufrechtzuerhalten. 
Dennoch konnten Angehörige indigener Adelsfamilien, wie auch in den meisten anderen Mayastädten auf Yucatán, auch nach der Eroberung und Christianisierung häufig weiterhin führende Positionen besetzen. So werden unter den Kaziken und Ortsgouverneuren der Jahre 1562 bis 1656 zahlreiche Angehörige der alten Elite genannt.
Der Kastenkrieg nahm in Cochuah, genauer in Tepich, am 30. Juli 1847 seinen Anfang mit der Hinrichtung des Maya-Führers Manuel Antonio Hay sowie zweier weiterer Maya-Persönlichkeiten. Der Aufstand dehnte sich zunächst auf Tihosuco und dann auf den ganzen Osten Yucatáns, später auf die gesamte Halbinsel aus.
Seit dem Jahr 2000 finden in Yo’okop archäologische Grabungen statt, die 2003 unter dem Namen Cochuah Regional Archaeological Survey (CRAS) auf die Region Cochuah ausgeweitet wurden.